# Alessandro di Atene
Alessandro di Atene (in greco antico: Ἀλέξανδρος?, Alèxandros; Atene, ... – ...; fl. I secolo a.C.-I secolo) è stato un pittore ateniese.
La firma di un Alessandro di Atene o Alexandros Athenaios è presente su una serie di lastre in marmo, apparentemente monocrome ma in realtà in cattivo stato di conservazione, provenienti dalla Casa di Nettuno e Anfitrite ad Ercolano, tra cui probabilmente anche Giocatrici di astragali, e ora al Museo archeologico nazionale di Napoli.
Le lastre, quadretti parietali databili tra il I secolo a.C. e il I d.C., sono ritenute opere neoattiche o copie da originali del V secolo a.C.